# Digitoxin
Digitoxin  er et glykosid med bruttoformlen C41H64O13, som har virkning på pattedyrs hjertefunktion, og som findes i planter af Fingerbøl-slægten. Det har en opbygning og virkning, som svarer til digoxin, der dog har kortere virkningstid i kroppen. Modsat digoxin, der udskilles via nyrerne, bliver digitoxin omsat og udskilt gennem leveren. Selv om stoffet ligner digoxin, der har været brugt medicinsk, og selv om man kan forvente, at digitoxin må kunne bruges i de samme situationer, er dets betydning aftagende. 

## Giftighed
Digitoxin har de samme giftvirkninger som det mere almindeligt brugte digoxin, dvs.: madlede, kvalme, opkastning, diarré, forvirrethed, synsforstyrrelser og uregelmæssig hjerterytme. Anti-digitalis antistof, som er den målrettede behandling for digoxinforgiftning, kan også bruges ved alvorlig digitoxinforgiftning.

## Eksterne links
- "Comparing the Toxicity of Digoxin and Digitoxin in a Geriatric Population: Should an Old Drug Be Rediscovered?" Arkiveret 15. oktober 2011 hos  Wayback Machine
- Johansson S, Lindholm P, Gullbo J, Larsson R, Bohlin L, Claeson P (2001). "Cytotoxicity of digitoxin and related cardiac glycosides in human tumor cells". Anticancer Drugs. 12 (5): 475-83. doi:10.1097/00001813-200106000-00009. PMID 11395576.{{cite journal}}:  CS1-vedligeholdelse: Flere navne: authors list (link)
- Hippius M, Humaid B, Sicker T, Hoffmann A, Göttler M, Hasford J (2001). "Adverse drug reaction monitoring--digitoxin overdosage in the elderly". Int J Clin Pharmacol Ther. 39 (8): 336-43. PMID 11515708.{{cite journal}}:  CS1-vedligeholdelse: Flere navne: authors list (link)
- Belz G, Breithaupt-Grögler K, Osowski U. "Treatment of congestive heart failure--current status of use of digitoxin". Eur J Clin Invest. 31 Suppl 2: 10-7. PMID 11525233.{{cite journal}}:  CS1-vedligeholdelse: Flere navne: authors list (link)
- Haux J, Klepp O, Spigset O, Tretli S (2001). "Digitoxin medication and cancer; case control and internal dose-response studies". BMC Cancer. 1: 11. doi:10.1186/1471-2407-1-11. PMID 11532201.{{cite journal}}:  CS1-vedligeholdelse: Flere navne: authors list (link)
- Srivastava M, Eidelman O, Zhang J, Paweletz C, Caohuy H, Yang Q, Jacobson K, Heldman E, Huang W, Jozwik C, Pollard B, Pollard H (2004). "Digitoxin mimics gene therapy with CFTR and suppresses hypersecretion of IL-8 from cystic fibrosis lung epithelial cells". Proc Natl Acad Sci U S A. 101 (20): 7693-8. doi:10.1073/pnas.0402030101. PMID 15136726.{{cite journal}}:  CS1-vedligeholdelse: Flere navne: authors list (link)
- Sigma Aldrich: D5878 Digitoxin Arkiveret 17. oktober 2007 hos  Wayback Machine